# دوغلاس ماكسويل ستون
دوغلاس ماكسويل ستون (بالإنجليزية: Doug Stone)‏ هو فلاح وجيولوجي أسترالي، ولد في 26 يونيو 1948.